# Salix chamissonis
Salix chamissonis är en videväxtart som beskrevs av Anderss.. Salix chamissonis ingår i släktet viden, och familjen videväxter.

## Underarter
Arten delas in i följande underarter:
- S. c. chamissonis
- S. c. integerrima